# Macrothelypteris hirtirachis
Macrothelypteris hirtirachis là một loài dương xỉ trong họ Thelypteridaceae. Loài này được Pic.Serm. mô tả khoa học đầu tiên năm 1970.
Danh pháp khoa học của loài này chưa được làm sáng tỏ. 